# Niphona belligerans
Niphona belligerans es una especie de escarabajo longicornio del género Niphona, tribu Pteropliini, subfamilia Lamiinae. Fue descrita científicamente por Pesarini & Sabbadini en 1997.
La especie se mantiene activa durante el mes de junio.

## Descripción
Mide 22 milímetros de longitud.

## Distribución
Se distribuye por China.